# Reprezentacja Niemiec w tenisie stołowym

## Męska reprezentacja Niemiec w tenisie stołowym
Skład:
- Timo Boll
- Dimitrij Ovtcharov
- Bastian Steger
- Christian Süß
- Patrick Baum

Osiągnięcia
- Drużynowy mistrz europy 2007, 2008
- Wicemistrz świata 2004

## Kobieca reprezentacja Niemiec w tenisie stołowym
Skład:
- Wu Jiaduo
- Elke Wosik
- Zhenqi Barthel

Osiągnięcia
- Dwukrotny mistrz europy